# Антиказанова
„Антиказанова“ је југословенски филм из 1985. године. Режирао га је Владимир Тадеј, који је написао и сценарио.

## Радња
На задњи спрат загребачког небодера доселила се лепотица Маја, испод ње станује шармантни 40-годишњак Мирко, узоран супруг и отац двоје деце, службеник у предузећу Дискотон. Маја има певачких амбиција па покушава да их реализује уз Миркову помоћ, на што он, свакако, пристаје желећи да освоји комшиницу. Подршку у тој пустоловини пружа му пријатељ Стипе, женскарош.
Бизаран сплет околности спречава Мирка у остваривању његових намера.
Након што га пријатељ Стипе у томе подржи, Мирко испослује осам слободних дана које планира посветити освајању нове комшинице, којој ће обећати помоћ у остваривању певачке каријере. Супрузи каже да иде на војну вјежбу те се у пуној војној спреми искрада на спрат више, код своје нове пријатељице. Међутим, след околности му не иде у прилог па уместо љубавне авантуре дане проводи лежећи болестан у комшиницином стану, док она за то време кокетира с доктором. Но, ни оздрављење му неће решити проблеме, јер га жена види где није смела.

## Улоге
| Глумац                 | Улога |
| ---------------------- | ----- |
| Дејвид Блустоун        | Мирко |
| Елиса Тебит            | Маја  |
| Милена Дравић          |       |
| Љубиша Самарџић        | Стипе |
| Нада Абрус             |       |
| Цинтија Аcпергер       |       |
| Реља Башић             |       |
| Миа Беговић            |       |
| Рене Биторајац         |       |
| Матo Ерговић           |       |
| Зденко Јелчић          |       |
| Клаудија Lyster        |       |
| Јосип Мароти           |       |
| Бригид О'Хара          |       |
| Миа Оремовић           |       |
| Зоран Покупец          |       |
| Матко Рагуз            |       |
| Семка Соколовић-Берток |       |
| Предраг Петровић       |       |